# Дейна Карви
Дейна Карви, среща се и като Дана Карви (на английски: Dana Carvey), е американски комедиант и актьор. Роден е на 2 юни 1955 г. в Монтана, САЩ.

## Частична филмография
- „Хелоуин 2“ (1981)
- „Да надбягаш луната“ (1984)
- „Опасни типове“ (1986)

- „Светът на Уейн“ (1992)
- „Светът на Уейн 2“ (1993)
- „Арестувани в Парадайз“ (1994)
- „На чисто“ (1996)
- „Цар на маскировката“ (2002)
- „Джак и Джил“ (2011)
- „Хотел Трансилвания 2“ (2015)
- „Сами вкъщи 2“ (2019)